# STP-パクストン・ターボカー
STP-パクストン・ターボカー (STP-Paxton Turbocar) は、ケン・ウォリスが設計したインディカー用のレーシングカー。STPからインディ500に出場した。

## 歴史
バーンズ・ウォリスの遠い親戚であったケン・ウォリスは、ガスタービンエンジンをレーシングカーに利用するための実行可能な計画を立案した。彼は最初、かつてそのアイディアを話したことがあるダン・ガーニーにその計画をプレゼンテーションした。続いてキャロル・シェルビーにその計画を提示したが、（後の裁判所での証言によると）シェルビーは「Hogwash」（くだらない）と語った。最終的にSTPのアンディ・グラナテリがそのコンセプトに関心を示した。ウォリスと彼のスタッフは、グラナテリの兄のジョーと共にサンタモニカにあるSTPのパクストン部門に移籍、1966年1月にターボカーの作業を始めた。サイド・バイ・サイドのコンセプトを取り入れたのはグラナテリであった。つまり、ドライバーの左側に（ホイールベースに対して）中央にマウントされたエンジンを配置することであった。（同様の左側にオフセットしたゴンドラ内にドライバーが位置するという考え方は、数年前にスモーキー・ユニックが取り入れていた。）グラナテリはまた、四輪駆動を設計に取り入れた。
1966年のテストでエンジンからの熱のためアルミニウム製フレームがひどく歪み、1966年のインディ500に出場する可能性は消滅した。開発は再開され、1967年のインディ500に向けて準備が行われた。その年の初めに、パーネリ・ジョーンズがフェニックスでのタイヤテストでターボカーをドライブし、感銘を受ける。彼は10万ドルと賞金の半額でインディ500に出場することに同意した。
ジョーンズは166.075マイルで走行し予選6位となった。決勝ではスタート直後にリードを取り、首位を保ち続けた。しかしながら、残り僅か8マイルという時点でトランスミッションベアリングのトラブルのためピットインした。車は改修され、再びSTPから1968年のインディ500に出場した。ジョー・レオナードがドライブしたが、予選で壁に衝突し、決勝を走ることは無かった。
車はSTP社によってスミソニアン博物館の国立アメリカ歴史博物館に寄贈された。現在はインディアナポリス・モータースピードウェイ博物館に貸し出されている。興味深いことに、マテルはこの車をモデル化するのではなく、これによく似て1968年にインディアナポリスでプラクティス走行した「シェルビー・タービン」をホットウィールの一台として製作した。ロータス・56は同じエンジンの改良型を搭載、四輪駆動を採用して新しいUSACの吸気制限インテークを取り入れた、より進んだくさび形ボディのマシンであったが、1台はクラッシュし、レースには3度出場したがいずれもリタイアとなった。その後USACはガスタービンエンジンと四輪駆動を禁止した。

## 設計
STP-パクストン・ターボカーは、アルミニウム製の箱形ボディの周りにエンジンを始めとする補機類が取り付けられた。ドライバーは車の右側に位置し、エンジンはプラット・アンド・ホイットニー・カナダ ST6B-62がドライバーの左側に配置された。自動車のパワーユニットとしては成功しなかったが、エンジンの基となったプラット・アンド・ホイットニー・カナダ PT6は史上最も人気のあるターボプロップ航空機エンジンの1つであった。走行装置はファーガソン製の四輪駆動システムを採用し、動力を車輪に伝達した。トルクコンバータはクラッチペダルとギアシフトの必要性を排除した。エンジンはフルスロットルの54%でアイドリング状態にあり、ドライバーがアクセルペダルを踏んだままにしなくても良いことを意味した。ドライバーがしなければならなかったことは、ブレーキペダルから足を緩めることだけだった。コックピットの後ろには可動パネルが取り付けられ、エアブレーキとして機能した。サスペンションのコイルスプリングはバックボーンの内側に位置し、サスペンションのAフレームはエアフォイルの断面を有していた。車重は1,750ポンドで、これはインディの最低重量である1,350ポンドよりも400ポンド重かった。
USACはタービンの出力を制限するために、エンジンの吸気面積を23.999平方インチに制限したが、それでもまだ550馬力を発揮した。しかしながら、ドライバーはスロットルが3秒のタイムラグがあると伝えた。1967年のインディ500から1ヶ月足らずでUSACはガスタービンエンジンの吸気面積を23.999平方インチから15.999平方インチに縮小すると発表したが、エンジンの規定変更は2年前に通知するのが慣例であった。吸気面積を縮小した後、実現できる最大ラップスピードは161mphであった。

## トリビア
テレビコメディアンのジョニー・カーソンは、インディアナポリス・モーター・スピードウェイでのプライベート・テストでターボカーをドライブした。
この車は（スミソニアン協会の）スミソニアン博物館に寄贈されたが、カウリングが20年以上所在不明になっていた。2007年になって、スミソニアン協会のとあるオフィスで発見された。

## 参照
1. 1 2 3  'I've Got the Car Right Here' Retrieved 27 June 2011
2. ↑  Granatelli, Andy, They Call Me Mister 500 Henry Regnery Company. January 1969. ISBN 0-8092-9635-7
3. ↑  'Parnelli Jones Made Mark in Speedway History' Retrieved 27 June 2011
4. 1 2  'The Big Engine That Almost Did' Popular Mechanics August 1967. Retrieved 27 June 2011
5. ↑  Autocourse Official History of the Indianapolis 500 Davidson, Donald and Shaffer, Rick . MBI Publishing Company, 2006. ISBN 1-905334-20-6.
6. ↑  Indianapolis Motor Speedway Museum Retrieved 27 June 2011
7. ↑  'Roger Ward's Indy 500 Preview: Will the Turbines Take Over?' Popular Mechanics May 1968.
8. ↑  “Indianapolis Motor Speedway remembers Johnny Carson”. (2005年1月25日) 2015年3月3日閲覧。